# Querida enemiga
Querida enemiga est une telenovela mexicaine diffusée en 2008 sur Canal de las Estrellas.

## Distribution
- Ana Layevska : Lorena de la Cruz / Lorena Armendáriz de Mendiola
- Carmen Becerra : Sara de la Cruz (Antagoniste principal, finit en prison)
- Gabriel Soto : Alonso Ugarte Solano
- Jorge Aravena : Ernesto Mendiola Chávez
- María Rubio : Hortensia Vda. de Armendáriz (Antagoniste, devient bon)
- Socorro Bonilla : Zulema de Armendáriz
- Alfonso Iturralde : Omar Armendáriz
- Luis Xavier : Jaime Armendáriz
- Miguel Ángel Biaggio : Gonzalo "Chalo" Carrasco (Antagoniste, tué par Sara)
- Luz Elena González : Diana Ruiz de Palma
- Luz María Jerez : Bárbara Amezcua de Armendáriz (Antagoniste, devient bon)
- José Manuel Lechuga : Vasco Armendáriz Amezcua
- Marco Méndez : Bruno Palma (Antagoniste, tué par Sara)
- Mauricio Aspe : Arturo Sabogal Huerta (Antagoniste, finit en prison)
- Bibelot Mansur : Rosalbina "Rossy" López Martínez
- Patricia Martínez : María Eugenia "Maruja" Martínez de Armendáriz
- Héctor Ortega : Toribio Ugarte
- Sharis Cid : Paula Ugarte Solano
- José Carlos Femat : Julián Ruiz
- Danna Paola : Bettina Aguilar Ugarte
- Jesús Zavala : Iván Liñán Mendiola
- Eduardo Rivera : Darío Aguilar
- Zully Keith : Catalina Huerta Vda. de Sabogal
- Dalilah Polanco : Greta
- Alexandra Graña : Jacqueline Hernández (Antagoniste, finit seul et ruiné)
- Maria Alicia Delgado : Madre Trinidad
- Mercedes Vaughan : Madre Carmelita
- Abril Campillo : Noemí Serrano
- Adanely Núñez : Valeria de Sabogal
- Mariana Ávila : Mónica Gaitán
- Abraham Stavans : Santiago Arredondo
- Jorge Trejo : Jorge
- Nuria Bages : Madre Asunción (décédé d'un AVC causé par Sara)
- Juan Peláez : Fafy Cuenca (décédé de mort naturelle)
- Maribel Fernández : Olga (Antagoniste, tué par Sara)
- Malillany Marin : Vanessa
- Lina Santos : Ximena
- Marisol Santacruz : Candelaria
- Alfredo Oropeza : lui-même
- Natalia Juárez : Florencia
- Polly : Fanny

### Sources
- (es) Cet article est partiellement ou en totalité issu de l’article de Wikipédia en espagnol intitulé « Querida enemiga » (voir la liste des auteurs).